# Lego Chess
LEGO Chess é um jogo de computador lançado em 1998 pela LEGO Media, para a plataforma PC.
É uma versão LEGO do jogo de xadrez, jogado com peças tradicionais construídas com blocos tradicionais ou versões de minifigs da linha "Piratas" ou "Velho Oeste". Vinha com uma edição limitada do conjunto 2586-1 ("The Crazy LEGO King"). 